# Lac Birrabeen
Le lac Birrabeen, en anglais Lake Birrabeen, est un lac de l'île Fraser, dans le Queensland, en Australie.